# Джон Кокеріль
Джон Кокеріль (Коккеріл(л)ь) (англ. John Cockerill, 3 серпня 1790, Хаслінден, Англія — 9 червня 1840, Варшава) — бельгійський промисловець англійського походження. Засновник компанії «Джон Кокеріль».

## Біографія
Народився на півночі Англії, у невеличкому місті Хаслінден у сім'ї англійського підприємця Вільяма Кокеріля. У віці 12 років разом з батьком переїхав у місто Верв'є, що тоді входило до складу Франції, де його батько відкрив ткацьку майстерню. З 12 років Джон працював в цій майстерні. У 1807 році, коли Джону було 17 років, вони з братом заснували машинну майстерню в Льєжі, 1816 року переведену у Серен. 1813 року їхній батько передав їм свій бізнес.
У вересні 1813 року Джон побрався з Жанною Пастор, того ж дня, коли її сестра Керолайн вийшла заміж за Чарльза Джеймса Кокерілла.[джерело?]
Після перемоги над Наполеоном у битві при Ватерлоо у 1815 році, прусський міністр фінансів запросив братів Кокеріль для заснування вовняної фабрики у Берліні.
1814 року король Нідерландів Віллем I продав Джону Кокерілю замок л'єзьких князів-єпископів у Серені, де 25 січня 1817 року почали роботу майстерні з виробництва парових машин і ткацького обладнання. Співзасновником компанії став король Нідерландів Віллем І. У 1819 р. був добудований машинобудівний завод, а в 1826 р. (початок 1823 р.) доменна піч з коксом. До 1840 року завод мав шістнадцять парових двигунів загальною потужністю 900 к.с.
У 1823 році його брат Чарльз Джеймс пішов у відставку, чию частку викупив Джон у 1822 році. До 1827 року ці майстерні виросли у великий (2500 робітників) завод, що виробляв чавун, сталь, прокат, машинобудівну продукцію, що до того було монополією Англії.
Після Бельгійської революції 1830 року нове королівство Бельгія претендувало на власність Вільгельма I, а Джон Кокеріль 1835 року став єдиним керівником компанії.
Джон Кокеріль володів бавовнопрядильнями, вовнопрядильними, льнопрядильними, суконними і ткацькими майстернями і фабриками, машинними фабриками, багатьма чавуноливарними та залізоробними заводами у багатьох місцях Бельгії, цинковим рудником у Шпильбергу, — загалом понадяк 60 фабриками і заводами. 1835 року компанія «Кокеріль» побудувала перший в Бельгії паровоз — Le Belge.
1838 року через конфлікт між Бельгією і Нідерландами бельгійський банк припинив платежі і на початку 1839 року Джон Кокеріль, маючи боргів на 26 млн франків і активів на 15 млн франків, вимушений був почати ліквідацію компанії.
У пошуках прибутків Джон Кокеріль вирушив до Російської імперії з пропозицією будівництва там залізниць. Під час повернення він захворів на тиф і помер у Варшаві 19 червня 1840 року, не залишивши спадкоємців. Компанія Кокеріля перейшла у власність держави і 1842 року була реорганізована, залишившись однією з найбільших монополій Бельгії.
1867 року могилу Кокеріля було перенесено у Серен.
Джону Кокерілю всановлено пам'ятники у Брюсселі на Люксембурзькій площі та у Серені навпроти ратуші.